# Aribonidi
Aribonidi (in tedesco Aribonen) furono una famiglia aristocratica bavarese che ricoprì importanti cariche nel ducato di Baviera e nella Marca Orientale tra l'850 e il 1100.

## Genealogia

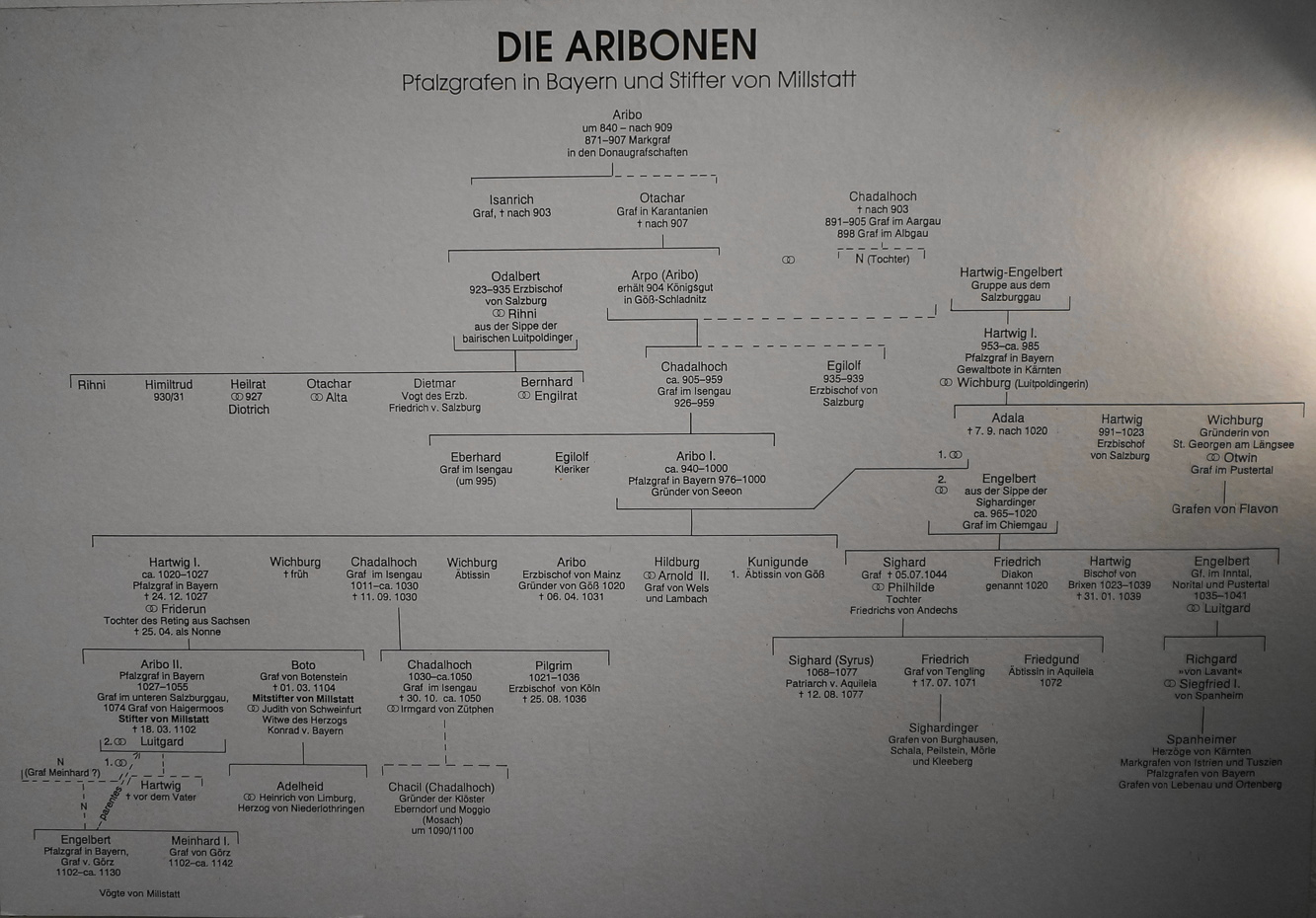
Albero genealogico degli Aribonidi. Per un'altra versione di esso, vedi Giuseppe Albertoni, Le terre del vescovo. Potere e società nel Tirolo medievale (secoli IX-XI)., Torino 1996, pp. 276-277.

Le origini possono essere fatte risalire alla zona di Frisinga e molto probabilmente erano strettamente imparentati con gli Huosi, i Fagana e i Pellegrinidi, famiglie attive nella stessa area a partire dall'VIII secolo. Il fondatore di quest'ultima dovrebbe un certo Odalke, indicato come padre o zio di Cotaperht, che sarebbe il padre del primo Pellegrino. Un'altra ipotesi riconduce i Pellegrinidi a Reginone e Oaspirin di Hohenkammer, a cui nell'anno 783 o 788 viene ascritto un figlio di nome Liutto. Ad ogni modo, "Pellegrino" (in tedesco Pilgrim) divenne un nome molto presente anche tra gli Aribonidi, al fianco di "Cadalao" (in tedesco Kadalhoch oppure Kadaloh o Chadaloh), "Arduico" (in tedesco Hartwig), "Enghelberto", "Egilolfo" e "Tietmaro".
Il fondatore della casata degli Aribonidi fu il conte di Frisinga Aribo, che dall'871 fu margravio della marca Orientale, succedendo ai guglielmingi Guglielmo ed Engelschalk I. In seguito, dovette combattere una lunga guerra contro i discendenti dei suoi predecessori e fu uno dei pochi a sopravvivere alla sconfitta di Presburgo del 907.
Dopo gli scontri con gli Ungari, non vi è più traccia degli Aribonidi nella regione del Danubio, ma ricompaiono della valle dell'Inn e nella Zillertal e successivamente in Stiria. Grazie alla vicinanza agli arcivescovi di Salisburgo, alcuni dei quali furono membri della stessa dinastia, gli Aribonidi furono in grado di espandere e consolidare le loro posizioni.
Al conte palatino di Baviera Arduico I, incarica dal 976 al 985, successe il genero Aribo I, anche lui aribonide, che nel 994 fondò il monastero di Seeon a Chiemgau, dove vennero conservate le reliquie di san Lamberto di Liegi, il santo patrono della dinastia. Nel 1004 Adala e Aribo, rispettivamente moglie e figlio di Aribo I, fondarono l'abbazia di Göss in Stiria a suo nome. Nel 1021 Aribo figlio divenne arcivescovo di Magonza e arcicappellano reale, inoltre, dal 1025 divenne anche arcicancelliere per il regno d'Italia. Un altro celebre prelato aribonide, nonché concorrente di Aribo di Magonza, fu Pellegrino, arcivescovo di Colonia dal 1021 e arcicancelliere del regno d'Italia dal 1031. La posizione di potere espressa da queste due importi nomine in prestigiose sedi episcopali furono sostanzialmente conquistate attraverso l'alleanza con l'imperatore Enrico II.
Nel 1053 il conte palatino di Baviera Aribo II e suo fratello Boto, figli del conte palatino di Baviera Arduico II, morto giovane, si unirono alla rivolta del duca degli Azzonidi Corrado I di Baviera contro l'imperatore Enrico III. Nel 1055, dopo il fallimento della ribellione, persero tutti i feudi imperiali e gran parte delle loro proprietà in Baviera, Carinzia e Stiria, mentre la contea palatina di Baviera passò a Cunone di Rott, pellegrinide e parente stretto dei due fratelli aribonidi. A Cunone di Rott, nel 1083 successe nel ruolo di conte palatino di Baviera Rapoto di Cham, anche lui imparentato con gli aribonidi.
Una ripresa del prestigio della casata si ebbe nel corso della riforma dell'XI secolo. Aribo II e Bodo fondarono il monastero di Millstatt e fecero ricche donazioni: Aribo al monastero di Weißenohe, mentre Boto monastero di Theres. Un altro membro, probabilmente collaterale, della famiglia degli Aribonidi, Cazelino, è indicato come il fondatore del monastero di Moggio Udinese, situato sul Fella tra Villach e Aquileia, e del monastero di Eberndorf a Jauntal. Nel 1099 la dignità di conte palatino di Rapoto V di Vohburg tornò al probabile discendente aribonide Engelberto I di Gorizia, prima di essere acquisito dai Wittelsbach nel 1116/1120, dopo che la linea dei conte palatino degli Ariboni con Aribo II e suo fratello Boto di Pottenstein si era estinta nel 1102/1104.